# Родкевич, Зося
Зося Родкевич (род. 9 октября 1990, Москва) — российский кинорежиссёр
-документалист и оператор.

## Биография
Родилась в Москве. Изучала документальное кино в Школе документального кино и театра на курсе Марины Разбежкиной и Михаила Угарова, окончила в 2010 году. Принимала участие в документальных проектах: «Зима, уходи!» (2012), «Срок» (2014), «Киев/Москва» (2015), «Norilskfilm.com» (2015).
В 2016 году выпустила картину «Мой друг Борис Немцов», получившую приз как лучший документальный фильм на Краковском кинофестивале, приз жюри в номинации «Лучший европейский документальный фильм» на Одесском кинофестивале и Гран-при национального конкурса фестиваля «Послание к человеку» (2016).
В 2018 году на этом же фестивале картина «Белая мама» (2018), сделанная в соавторстве с Евгенией Останиной, получила приз как лучший полнометражный фильм, приз ФИПРЕССИ и спецприз телеканала «Россия К».
В марте 2019 года стала лауреатом журналистской премии «Редколлегия» за фильм «Выжившие» о пожаре в торговом центре «Зимняя вишня».

## Фильмография
1. 2010 — Временные дети
2. 2012 — Зима, уходи! (в соавторстве с учениками Марины Разбежкиной)
3. 2015 — Киев/Москва (принимала участие в создании фильма в качестве одного из операторов)
4. 2015 — Norilskfilm.com (режиссёр-оператор, веб-документари)
5. 2016 — Мой друг Борис Немцов (режиссёр-оператор)
6. 2018 — Белая мама (режиссёр и оператор, совместно с Евгенией Останиной)
7. 2018 — Долой царя (совместно с М. Пахомовым, М. Павловой, А. Киселевым)
8. 2019 — Выжившие
9. 2024 — Шаманская сказка (оператор, совместно с Беатой Башкировой, Михаилом Башкировым, Даниилом Родионовым, Владимиром Копушом)[6]